# Edessaikos FC
Der Edessaikos Football Club (griechisch: Εδεσσαϊκός) ist ein griechischer Fußballverein mit Sitz in Edessa, der derzeit in der dritten Liga spielt. Gegründet wurde der Verein 1956. 1993 gewann Edessaikos den Balkanpokal gegen den bulgarischen Fußballverein Etar Veliko Tarnovo. In der Saison 1997/98 erreichte der Verein die vierte Runde des Kypello Elladas. Obwohl Edessaikos das Hinspiel gegen Iraklis Thessaloniki mit 0:5 verlor, konnten sie das Rückspiel mit 3:1 gewinnen, schieden aber dennoch aus.
Zwischen 1992 und 1997 siegte der Verein im griechischen Pokal und in anderen Wettbewerben vier Mal gegen PAOK, einmal gegen AEK Athen und Panathinaikos und fünfmal gegen Aris.

## Stadion
Die Heimspielstätte des Vereins ist das Dimotiko Stadio Edessas mit einer Kapazität von 4000 Zuschauern.

## Erfolge
- Balkanpokal (1): 1997/98
- Super League 2 (2): 1962/63, 1964/65
- Gamma Ethniki (3): 1982/83, 1986/87, 1988/89